# John Hedgecoe
John Hedgecoe, né le 24 mars 1932 à Brentford (Middlesex) et mort le 3 juin 2010, est un photographe et professeur d'université britannique. Auteur de 30 manuels de photographie, il est surtout connu pour avoir fondé la chaire de photographie au Royal College of Art et pour avoir réalisé un célèbre portrait de la reine Élisabeth II figurant sur les timbres-poste.

## Biographie
John Hedgecoe naît en 1932 à Brentford, dans la banlieue ouest de Londres. Son père William, employé de banque en Asie, s'engage comme pompier à Londres durant la Seconde Guerre mondiale. À cette période, le petit John est envoyé vivre chez une tante à Gulval (en) en Cornouailles, où il fréquente l'école publique. À son quatorzième anniversaire, son père lui offre un premier appareil photographique. John installe alors dans le garage de ses parents une chambre noire destinée au tirage de ses premières photographies.
John Hedgecoe effectue son service militaire au sein de la Royal Air Force, où il est chargé de la prise de photographies aériennes et de la documentation des zones dévastées par des bombardements lors de la guerre. En 1957, il s'inscrit à l'école d'art de Guildford. La même année, il vend ses premières photographies à des magazines tels que Amateur Photographer et Queen. Il travaille ensuite pour des titres de presse plus prestigieux, tels que le Sunday Times et The Observer ; ses images couvrent une grande variété de sujets, comme l'architecture, les paysages, la mode et le portrait. Il se fait notamment connaître grâce à ses portraits de personnalités britanniques jusque dans le milieu des années 1960, notamment du Premier ministre britannique Winston Churchill, du peintre Francis Bacon ainsi que des artistes David Hockney, John Betjeman et Peter Blake. Il réalise une série de portraits du sculpteur anglais Henry Moore en train de travailler dans son atelier entouré de ses sculptures et de ses outils, qui reçoit un important succès. La série est présentée lors de plusieurs expositions et figure dans plusieurs ouvrages consacrés à Moore.
En 1965, Hedgecoe fonde la chaire de photographie au sein du Royal College of Art à Londres, qu'il occupe comme professeur à partir de 1975. L'année suivante, il publie son premier manuel de technique photographique, intitulé The Book of Photography, qui se distingue par ses nombreux exemples illustrés par des photographies prises en différents paramètres. Au cours de sa vie, Hedgecoe rédige plus de 30 manuels de photographie, qui sont tirés au total à plus de 9 millions d'exemplaires.
En 1966, Hedgecoe est chargé de photographier la reine Élisabeth II. Son portrait sert de modèle au sculpteur Arnold Machin pour réaliser un relief à l'effigie de la reine, que Hedgecoe photographie à son tour devant un fond noir. Cette dernière image est reproduite quelque 200 milliards de fois sur les timbres du Royaume-Uni et du Commonwealth sous le nom de « timbre Machin » (en anglais Machin Stamp). Elle figure jusqu'aujourd'hui parmi les photographies les plus diffusées dans le monde,. La participation de Hedgecoe à l'œuvre n'est toutefois reconnue qu'au tournant du siècle, lorsque le photographe remporte un procès contre la Royal Mail — l'organisation avait faussement nommé le comte de Snowdon comme l'auteur de l'image. En 2007, à l'occasion du 40e anniversaire de la publication du timbre, paraît une réédition spéciale de l'image sur un nouveau timbre, sur lequel Hedgecoe est mentionné comme auteur de l'œuvre. L'image continue d'être exposée après la mort de Hedgecoe, comme cela a été le cas à Kensington en 2014,.
En 1960, Hedgecoe épouse Julia Mardon, avec qui il a trois enfants prénommés Sebastian, Dolly et Auberon. Jusqu'à sa mort, Hedgecoe réside dans le manoir d'Oxnead (en) dans le comté de Norfolk. Le manoir et son parc sont un endroit privilégié pour les photographies de mariage. Hedgecoe décède le 3 juin 2010,. Après sa mort, la plupart de ses photographies signées et datées sont retrouvées chez un membre de sa famille en Essex.

## Œuvres publiées
- Manual of Photography Focal Press, 1977,  (ISBN 0240509579)
- The Art of Colour Photography Mitchell Beazley for Marks and Spencer, 1984   (ISBN 0855335505)
- John Hedgecoe's Nude Photography  Simon Schuster, 1984   (ISBN 0-671-52326-0)
- John Hedgecoe's Practical Landscape Photography Ebury Press, 1988   (ISBN 0-85223-651-4)
- The Photographer’s Handbook Alfred A. Knopf, 1992,  (ISBN 0679742042)
- John Hedgecoe's Camcorder Basics Collins & Brown Limited 1995,  (ISBN 0817440437)
- Breakfast with Dolly, 1996 (roman)
- John Hedgecoe's 35mm Photography Collins & Brown, 1999,  (ISBN 9781855857148)
- The New Manual of Photography DK Publishing, 2003
- John Hedgecoe's Complete Guide to Black White Photography Sterling, 2005,  (ISBN 1402728123)
- How to Take Great Photographs Collins & Brown, 2005,  (ISBN 1843403307)
- The Art of Digital Photography Dorling Kindersley, 2009,  (ISBN 9781405340939)
- John Hedgecoe's Advanced Photography Mitchell Beazley, 1982,  (ISBN 0855333839)